# Namatutwe
Namatutwe è una circoscrizione rurale (rural ward) della Tanzania situata nel distretto rurale di Masasi, regione di Mtwara. Conta una popolazione di 14 122 abitanti (censimento 2012).